# Master Chief Petty Officer of the Navy

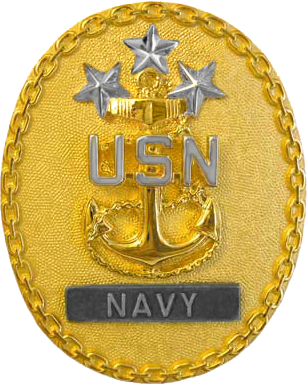
Insignia del MCPON

Master Chief Petty Officer of the Navy (MCPON) (en español, Suboficial Mayor de la Armada) es un rango militar y puesto de oficina único de suboficial de la Armada de los Estados Unidos, que tiene la calificación de sueldo E-9 (‘Enlisted-9’: máximo grado en la categoría de alistados). El titular de este cargo es el miembro de mayor rango de la Armada de los Estados Unidos, equivalente al Sargento Mayor del Ejército, Sargento Mayor de la Fuerza Aérea, Sargento Mayor del Cuerpo de Marines y Suboficial Principal de la Guardia Costera.
El Master Chief Petty Officer of the Navy es designado por el jefe de Operaciones Navales (CNO, en inglés) como portavoz para abordar los asuntos del personal alistado en los puestos más altos de la Armada. Como tales, son el consejero delegado principal del Jefe de operaciones navales, así como el Jefe del personal naval. Sus deberes exactos varían, dependiendo del CNO, aunque generalmente dedican gran parte de su tiempo a viajar por toda la Armada observando el entrenamiento y hablando con los marineros y sus familias. Su código de personal es N00D como asesor principal al Jefe de operaciones navales y PERS-00D en su capacidad especial de asesoramiento al Jefe del personal naval/Subjefe de operaciones navales (mano de obra, personal y capacitación). En 1988, la cónyuge del MCPON se convirtió en la Defensora del Pueblo en general, que la autoriza a viajar alrededor de la flota con su cónyuge, representando los intereses de las esposas de los miembros alistados. El MCPON sirve a un equipo designado de oficina de dos años, pero puede ser reelegido por el CNO por un período adicional de otros dos años. Por lo general, el MCPON sirve a dos términos: al tiempo que es un suboficial, aloja también extraoficialmente el protocolo equivalente de un vicealmirante.

## Origen
En 1966 se les dio la oportunidad a los marineros de las dos áreas de concentración más grandes de la Armada de Estados Unidos, Hampton Roads (Virginia) y el condado de San Diego (California), de expresar sus preocupaciones, quejas y recomendaciones a los niveles superiores de la Armada de los Estados Unidos. La respuesta fue abrumadora; los líderes navales se dieron cuenta de que estaban fuera de contacto con los deseos de los marineros alistados. Para proporcionar un canal permanente entre la fuerza alistada y sus líderes principales, la Marina actuó con la sugerencia de crear un "Suboficial Principal de la Armada" (Leading Chief Petty Officer of the Navy) que tuviera un canal de diálogo directo con todos los marineros alistados y representara sus intereses. Inicialmente, el puesto se conocía como el Asesor Principal Alistado de la Armada (‘Senior Enlisted Advisor of the Navy’), y el 13 de enero de 1967, fue seleccionado GMCM Delbert Black para servir en ese cargo durante un período de cuatro años. El 28 de abril del mismo año, el título de Black fue cambiado a Master Chief Petty Officer of the Navy para alinear a la Armada con el Cuerpo de Marines de los Estados Unidos y el Ejército de los Estados Unidos, que habían creado cargos equivalentes en 1957 y julio de 1966, respectivamente. Los deberes de MCPON Black eran para con el Jefe del personal naval. Todos los MCPON subsiguientes informaban tanto al Jefe de Operaciones Navales (CNO) como al Jefe del personal naval (CNP).

## Divisa del MCPON
Durante el mandato del MCPON se le agrega una tercera estrella plateada sobre el ancla de oro en los dispositivos de cuello y gorra del militar, así como una divisa en su manga consistente en un águila encaramada sobre tres franjas de oro invertidas, una franja superior, y tres estrellas de oro sobre la propia águila. La marca especial clasificatoria del MCPON se reemplaza por una única estrella dorada. El MCPON llevará también su insignia en uniformes navales.

## Ocupantes del cargo
| N.º | Imagen | Nombre              | Comienzo                 | Final                    |
| --- | ------ | ------------------- | ------------------------ | ------------------------ |
| 1   |        | Delbert Black       | 13 de enero de 1967      | 1 de abril de 1971       |
| 2   |        | John «Jack» Whittet | 1 de abril de 1971       | 25 de septiembre de 1975 |
| 3   |        | Robert Walker       | 25 de septiembre de 1975 | 28 de septiembre de 1979 |
| 4   |        | Thomas S. Crow      | 28 de septiembre de 1979 | 1 de octubre de 1982     |
| 5   |        | Billy C. Sanders    | 1 de octubre de 1982     | 4 de octubre de 1985     |
| 6   |        | William H. Plackett | 4 de octubre de 1985     | 9 de septiembre de 1988  |
| 7   |        | Duane R. Bushey     | 9 de septiembre de 1988  | 28 de agosto de 1992     |
| 8   |        | John Hagan          | 28 de agosto de 1992     | 27 de marzo de 1998      |
| 9   |        | James L. Herdt      | 27 de marzo de 1998      | 22 de abril de 2002      |
| 10  |        | Terry D. Scott      | 22 de abril de 2002      | 10 de julio de 2006      |
| 11  |        | Joe R. Campa        | 10 de julio de 2006      | 12 de diciembre de 2008  |
| 12  |        | Rick D. West        | 12 de diciembre de 2008  | 28 de septiembre de 2012 |
| 13  |        | Michael D. Stevens  | 28 de septiembre de 2012 | 2 de septiembre de 2016  |
| 14  |        | Steven S. Giordano  | 2 de septiembre de 2016  | 21 de junio de 2018      |
| -   |        | Russell L. Smith    | 22 de junio de 2018      | 29 de agosto de 2018     |
| 15  |        | Russell L. Smith    | 29 de agosto de 2018     | 8 de septiembre de 2022  |
| 16  |        | James M. Honea      | 8 de septiembre de 2022  | presente                 |